# Yuzuka Inagaki
Yuzuka Inagaki (jap. 稲垣柚香 Inagaki Yuzuka; ur. 10 września 2001) – japońska zapaśniczka walcząca w stylu wolnym. Zajęła ósme miejsce na mistrzostwach świata w 2019. Mistrzyni Azji w 2019. Pierwsza w Pucharze Świata w 2019. 
Wygrała MŚ U-23 w 2019 i 2023. Mistrzyni świata juniorów w 2019. Pierwsza na MŚ kadetów w 2017. Mistrzyni Azji kadetów w 2016 roku.